# Yoshiko Kuga

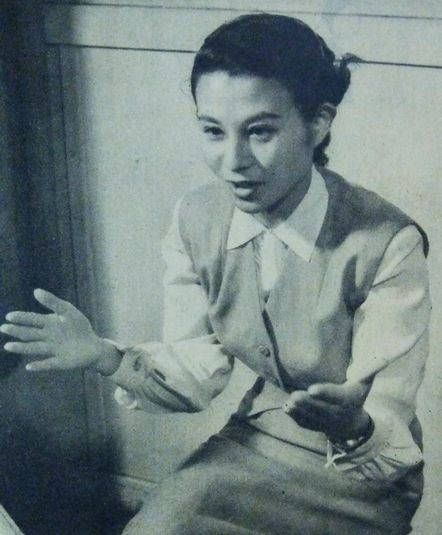
Yoshiko Kuga, 1952

Yoshiko Kuga (jap. 久我 美子, Kuga Yoshiko, wirklicher Name: Haruko Onoda (小野田 美子); * 21. Januar 1931 in Tokio; † 9. Juni 2024) war eine japanische Schauspielerin. Sie arbeitete in ihrer mehr als fünfzig Jahre umfassenden Laufbahn mit einigen der bekanntesten japanischen Filmregisseure wie Akira Kurosawa oder Ozu Yasujirō zusammen und war 1954 Mitbegründerin der Produktionsfirma Bungei Production Ninjin Club.

## Leben

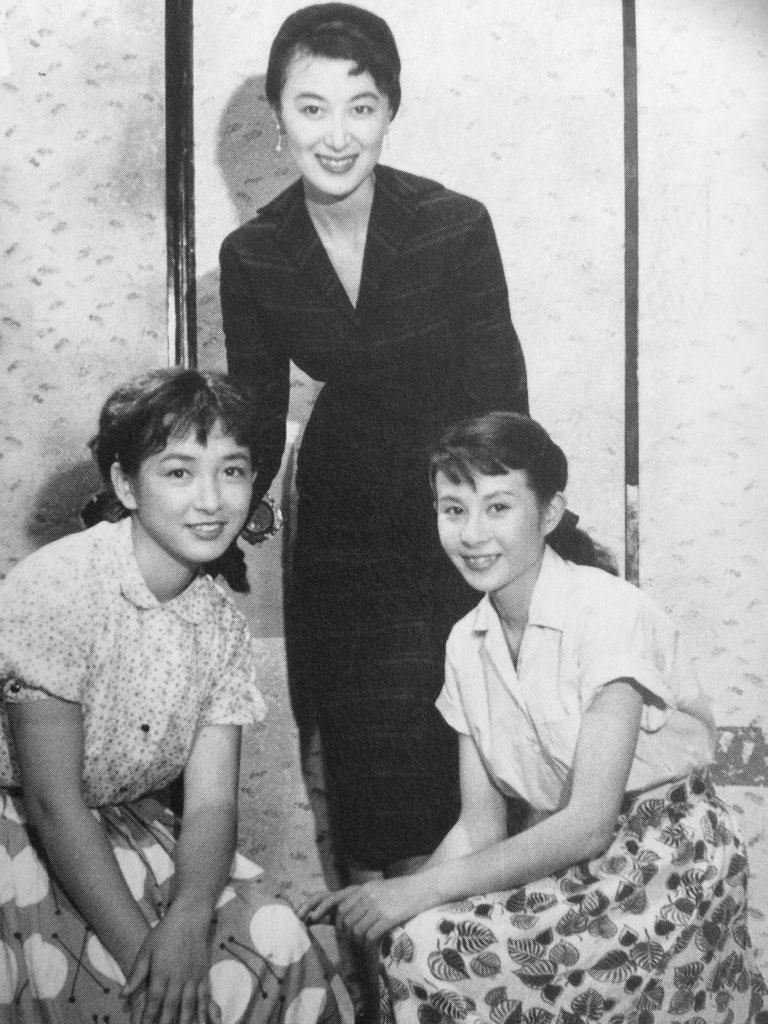
Die Mitbegründerinnen des Ninjin Club: Keiko Kishi, Ineko Arima und Yoshiko Kuga (1954)

Yoshiko Kuga wurde 1931 als Haruko Koga in der Präfektur Tokio geboren. Sie gehörte der Adelsfamilie Koga an, Ihr Vater Michiaki Koga war Kōshaku (Markgraf) und Mitglied im Kizokuin. Kuga besuchte die Gakushuin-Mädchenmittelschule, an der sie 1946 entdeckt und bei Tōhō unter Vertrag genommen wurde. Ihren ersten Filmauftritt hatte sie im folgenden Jahr in Yottsu no Koi no Monogatari. Zu Beginn ihrer Filmkarriere änderte sie ihren Namen in Yoshiko Kuga ab.
Zu Yoshiko Kugas bekanntesten Auftritten gehörten Hauptrollen in Der Idiot an der Seite von Setsuko Hara im Jahr 1951 sowie in Nackte Jugend im Jahr 1960. Für ihre schauspielerischen Leistungen erhielt sie mit dem Mainichi Film Award im Jahr 1954 und dem Blue Ribbon Award im Jahr 1956 zwei der wichtigsten Filmpreise Japans für ihre Arbeit. Kugas bekannteste Rolle in späteren Jahren war die der Repräsentantin des Premierministers im 1989 erschienenen Monsterfilm Godzilla, der Urgigant. Neben ihrer Schauspielkarriere trat Kuga auch in zahlreichen Fernsehshows auf.
Wegen ihrer Berufswahl wurde Kuga zu Beginn ihrer Karriere von ihrem Großvater enterbt, der eine schauspielerische Laufbahn als unehrenhaft erachtete. Sie änderte ihren offiziellen Namen daher in Haruko Onoda, während sie ihren Künstlernamen weiterhin behielt. Später wurde die Schauspielerin wieder in die Familie Koga aufgenommen, ohne jedoch ihren alten Familiennamen wieder anzunehmen. Im Jahr 2000 beendete sie ihre Schauspielkarriere nach mehr als siebzig Rollen in Filmen und Fernsehserien.
1961 heiratete Yoshiko Kuga den Schauspieler Akihiko Hirata, mit dem sie bis zu dessen Tod im Jahre 1984 zusammen blieb.
Gemeinsam mit Keiko Kishi und Ineko Arima hatte sie 1954 den Bungei Production Ninjin Club gegründet, um bessere Arbeitsmöglichkeiten für Schauspieler im japanischen Studiosystem zu fördern. Die Produktionsfirma wurde von den drei Schauspielerinnen selbst geleitet. Ihre bekannteste Produktion ist Masaki Kobayashis Horror-Episodenfilm Kwaidan (1964). Der Weggang von Kishi und finanzielle Verluste führten 1966 zum Kollaps des Ninjin Club.
Yoshiko Kuga starb am 9. Juni 2024 im Alter von 93 Jahren an einer Aspirationspneumonie. Ihre Agentur Watanabe Entertainment gab den Tod der Schauspielerin mehrere Tage später nach ihrer Beisetzung bekannt.

## Auszeichnungen
- 1954: Mainichi Film Award
- 1956: Blue Ribbon Award
- 1994: Kinuyo Tanaka Memorial Award
- 1995: The Golden Glory Award

## Filmografie (Auswahl)
- 1947: Vier Liebesgeschichten (Yottsu no koi no monogatari) Episode "Erste Liebe"
- 1947: Erwachender Frühling (Haru no mezame)
- 1948: Engel der Verlorenen (Yoidore Tenshi)
- 1949: Jakoman und Tetsu (Jakoman to Tetsu)
- 1949: Die verblüfften Mädchen (Akireta musume-tachi)
- 1949: Rinchi
- 1950: Bis wir uns wiedersehen (Mata au hi made)
- 1950: Straße in Wut (Ikari no machi)
- 1950: Portrait der Madame Yuki (Yuki fujin ezu)
- 1951: Der Idiot (Hakuchi)
- 1953: Bruder und Schwester (Ani Imōto)
- 1953: Beschmutztes Ansehen (Nigorie)
- 1953: Liebesbrief (Koibumi)
- 1954: Aufruhr der Frauen (Onna no sono)
- 1954: Eine Frau, von der man spricht (Uwasa no onna)
- 1954: Der Milliardär (Okuman choja)
- 1954: Irgendwo unter dem weiten Himmel (Kono hiroi sora no dokaka ni)
- 1955: Die schönen Tage (Uruwashiki saigetsu)
- 1955: Die Samurai-Sippe der Taira (Shin Heike monogatari)
- 1955: Die Geschichte vom Lebensbaum (Asunaro monogatari)
- 1956: Lebewohl, Traum (Yûyake-gumo)
- 1956: Die Rose am Arm (Taiyô to bara)
- 1957: Gelbe Krähe (Kiiroi karasu)
- 1957: Die geheimen Schriftrollen (Yagyû bugeichô)
- 1957: Elegie (Banka)
- 1958: Die geheimen Schriftrollen, Teil 2 (Yagyû bugeichô: Sôryû hiken)
- 1958: Sommerblüten (Higanbana)
- 1958: Der ewige Regenbogen (Kono ten no niji)
- 1959: Schneegestöber (Kazabana)
- 1959: Guten Morgen (Ohayō)
- 1959: Also an einem anderen Tag (Kyô mo mata kakute ari nan)
- 1960: Frühlingsträume (Haru no yume)
- 1960: Nackte Jugend (Seishun Zankoku Monogatari)
- 1961: Ein Draufgänger im Schloss (Ôsaka-jô monogatari)
- 1961: Schärfe Null (Zero no shōten)
- 1962: Unsere gemeinsamen Jahre (Futari de aruita iku haru aki)
- 1964: Wirbelsturm (Shikonmado - Dai tatsumaki)
- 1989: 226 - Vier Tage Schnee und Blut (226)
- 1989: Godzilla, der Urgigant (Gojira vs. Biorante)
- 1989: Ein Mann scheitert (Muno no hito)
- 1992: Fag Hag (Okoge)
- 1994: 119 (119)
- 1997: Schönes Wetter in Tokio (Tokyo biyori)
- 1997: Ein Mädchen überwindet die Zeit (Toki o Kakeru Shōjo)
- 2000: Kawa no nagare no you ni